# Anton Marchl
Anton Marchl (* 19. März 1965 in Wals-Siezenheim) ist ein ehemaliger österreichischer Ringer des Vereins AC Wals.
Sein größter Erfolg ist der sechste Platz bei den Olympischen Spielen in Barcelona 1992 im griechisch-römischen Stil in der Gewichtsklasse bis 74 kg. Seit dem Mai 2006 ist Anton Marchl Obmann des AC-Wals.
Er betreibt nebenher zusammen mit seinem Arbeits- und Ringerkollegen Georg Neumaier ein Sportgeschäft. Anton Marchl ist der Bruder des Ringers Georg Marchl.